# Hrabstwo Columbia (Floryda)
Hrabstwo Columbia (ang. Columbia County) – hrabstwo w stanie Floryda w Stanach Zjednoczonych. Obszar całkowity hrabstwa obejmuje powierzchnię 2074,7 km², w tym 9,8 km² (0,5%) to wody. 
Na terenie hrabstwa leżą bagna Okefenokee z rezerwatem Okefenokee National Wildlife Refuge.
Hrabstwo powstało w 1832 roku. Na jego terenie znajdują się obszar niemunicypalny: Columbia City, Lulu, Mikesville, Newco.
| Populacja hrabstwa w poprzednich latach | Populacja hrabstwa w poprzednich latach |
| Rok                                     | Liczba ludności                         |
| --------------------------------------- | --------------------------------------- |
| 1980                                    | 34 625                                  |
| 1990                                    | 42 613                                  |
| 2000                                    | 56 513                                  |
| 2010                                    | 67 531                                  |
| 2020                                    | 69 698                                  |

## Miejscowości
- Fort White
- Lake City

## CDP
- Five Points
- Watertown

## Sąsiednie hrabstwa
- Hrabstwo Echols w stanie Georgia – północ
- Hrabstwo Clinch w stanie Georgia – północny wschód
- Hrabstwo Baker – wschód
- Hrabstwo Union – południowy wschód
- Hrabstwo Alachua – południe
- Hrabstwo Gilchrist – południowy zachód
- Hrabstwo Suwannee – zachód
- Hrabstwo Hamilton – północny zachód

## Demografia
Według spisu z 2020 roku liczy 69,7 tys. mieszkańców, co oznacza wzrost o 3,2% w porównaniu z poprzednim spisem z roku 2010. Według danych pięcioletnich z 2021 roku 78% to biali (71,8% nie licząc Latynosów), 17,8% czarnoskórzy lub Afroamerykanie, 2,2% miało rasę mieszaną, 1,2% Azjaci, 0,7% rdzenna ludność Ameryki i 0,2% pochodziło z wysp Pacyfiku. Latynosi stanowili 7,2% populacji hrabstwa.
Poza osobami pochodzenia afroamerykańskiego, do największych grup należały osoby pochodzenia angielskiego (13,7%), niemieckiego (12,9%), irlandzkiego (12,6%), „amerykańskiego” (10,1%), włoskiego (4,3%), afrykańskiego (3,6%) i szkockiego lub szkocko–irlandzkiego (3,2%).

## Religia

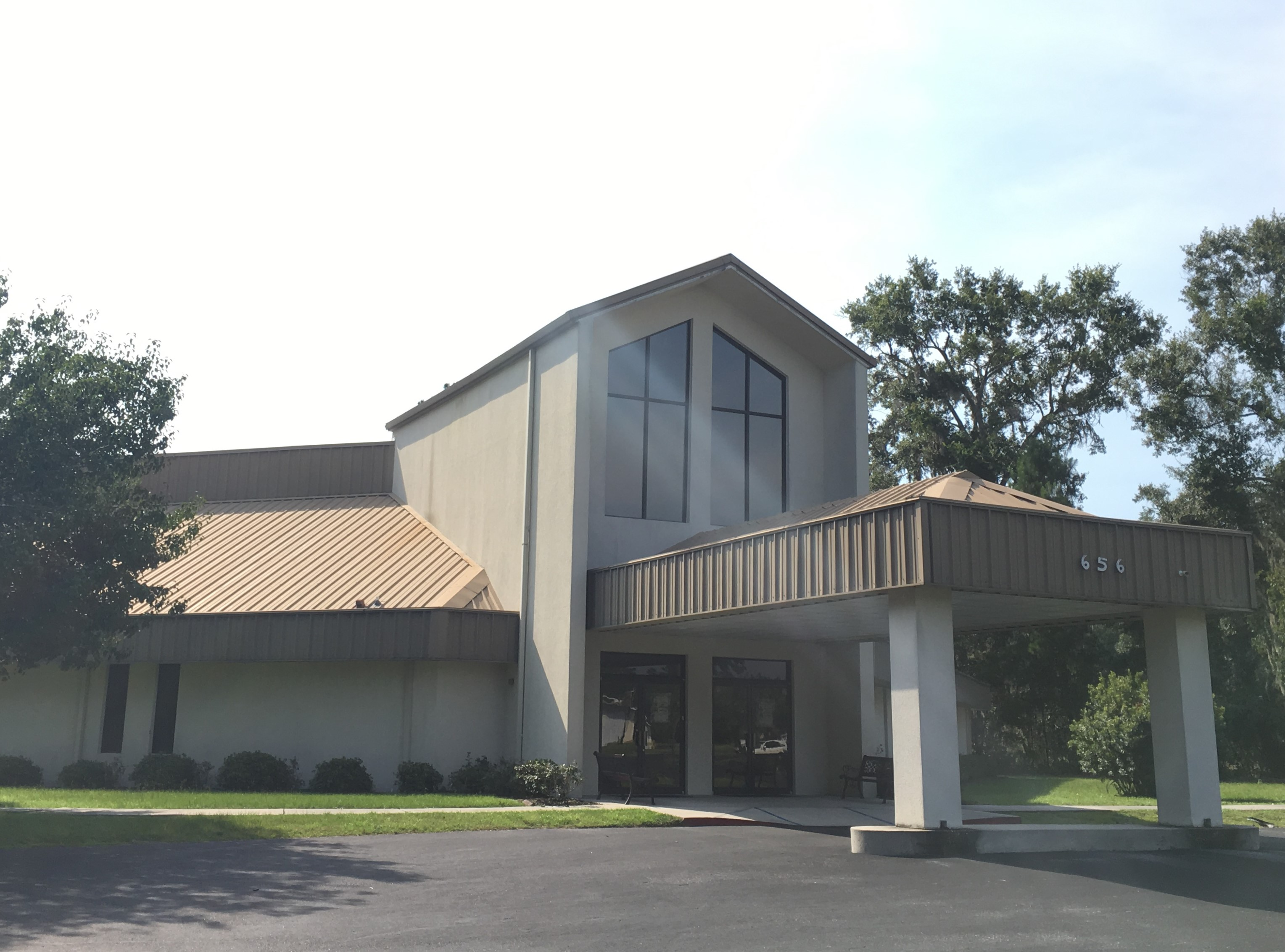
Lake City Church of Christ

Największe grupy religijne pod względem członkostwa w 2020 roku, to:
- bezdenominacyjne zbory ewangelikalne – 27,1%
- Południowa Konwencja Baptystów – 14,4%
- Kościoły metodystyczne – 4%
- Kościół katolicki – 3,1%
- Kościoły zielonoświątkowe – 13 zborów
- Kościół Jezusa Chrystusa Świętych w Dniach Ostatnich (mormoni) – 1,56%
- Narodowa Misyjna Konwencja Baptystyczna Ameryki – 1%
- świadkowie Jehowy – 0,92%.

## Polityka
Hrabstwo jest silnie republikańskie, gdzie w wyborach prezydenckich w 2020 roku, 72,1% głosów zdobył Donald Trump i 27% przypadło dla Joe Bidena.